# شنکیر
شنکیر (به لاتین: Xênkyêr) یک منطقهٔ مسکونی در جمهوری خلق چین است که در منطقه خودمختار تبت واقع شده‌است.